# Culinária do Benim
O Benim, herdeiro das tradições do Daomé, já ofereceu muitos pratos da sua culinária às Américas, como o caruru do Brasil, chamado “calalu” ou calulu em Angola e São Tomé, um guisado à base de vegetais e mandioca, acompanhado por fufu, ou seja, farinha de mandioca ou de inhame cozida em água, numa papa grossa e nutritiva.  Outro prato que chegou às Caraíbas foi o ago glain, um molho de caranguejo com um tempero bem apurado.
Outros pratos populares no Benim são o feijão com arroz, o mafê (molho de pasta de amendoim) a sopa de pimenta, que leva carne de cabrito, camarão seco, vários tipos de pimenta, hortelã e folhas de utavi, e o efo-riro, um guisado de peixe com óleo de palma e malagueta. O gari-pinon é um guisado simples (tomate, cebola e malagueta) de carne de vaca. 
As variedades de carne comuns no Benim são o carneiro, vaca, galinha e porco (este país teve pouca influência do islão), para além de peixe e mariscos, já que é um país costeiro, preparados com os molhos e temperos referidos acima.
Entre os doces, conta-se o kanyah, feito com arroz moído, amendoim e açúcar, o peoki, também com amendoim, mas unido com farinha de milho e óleo de palma.[carece de fontes?]
As bebidas típicas no Benim, além do chá e da Coca-Cola e Fizzi (refresco de fabrico local), incluem o “jus de bissap”, popular em toda a África ocidental é mais um chá de flores de hibisco, hortelã, baunilha e sumo de laranja ou doutros frutos; é por vezes considerada a “bebida nacional do Senegal”.  As cervejas La Beninoise e Tchoucoutou também são populares. 